# Geranium mexicanum
Geranium mexicanum, Geranio de olor o Pata de león,  es una especie botánica perteneciente a la familia de las geraniáceas.

## Descripción
Es una planta herbácea que alcanza un tamaño de 50 cm de altura, muy peluda con los tallos rojizos. Las hojas son casi triangulares con hendiduras que las parten casi en 3, son color verde claro y los bordes de color café, marcando pequeñas ondulaciones. Sus flores son de color rosa pálido a lila, a veces con unas venitas púrpuras que parece como si tuvieran rayitos. Los frutos son pequeños en forma de alfiler y peludos.

## Distribución y hábitat
Originaria de México. Habita en climas semisecos y templados entre los 2050 y los 3900 m s. n. m. Cultivada en huertos familiares, asociada a matorral xerófilo, bosques de encino, de pino y mixto de pino-encino.

## Propiedades
El uso más común de esta planta es en trastornos digestivos como el vómito y la diarrea. Para tratar adultos se da un vaso del cocimiento de las hojas, pero antes se le agrega una pizca de sal, si es para niños, entonces se endulza con azúcar y se les da a tomar dos o tres cucharadas. Con el fin de usarlo como antigastrálgico se toma la cocción de toda la planta. Y como purgante, se ingiere sólo la infusión de las hojas.
En forma externa se ocupa el cocimiento de toda la planta para dar baños contra el salpullido. Para baños en general, se hierven las hojas. En problemas de sarna, la decocción del tallo, hojas y flor se usa para hacer lavados. 
Historia
En el siglo XVI, el Códice Florentino refiere que la planta, untada y molida cura el paño o manchas de la cara. Francisco Hernández de Toledo, en el mismo siglo relata: es astringente, cura las disenterías y demás flujos, la inflamación de los ojos, las hemorroides y el empacho, refresca las fiebres, combate el excesivo calor, afirma los dientes, aprieta y fortalece las encías, evacua la pituita, calma los dolores lavando el lugar dolorido con el agua, madura y abre los tumores, favorece la concepción y cura las úlceras de la boca o cualesquiera otras Aseguran algunos que mezclada con chilli alivia la tos y evacua la orina y que sola purga la bilis.
A inicios del siglo XX, la Sociedad Farmacéutica de México la señala como catártico y emoliente. Posteriormente, Maximino Martínez reporta los usos siguientes: contra aftas, como antidisentérico, antipirético, antitumoral, antitusígeno, apostemas, astringente, catártico, desflema, diurético, enfermedades exantemáticas, heridas, enfermedades de los ojos y oxitócico. Finalmente, Luis Cabrera de Córdoba la prescribe para: amigdalitis, antidisentérico, enteritis, enterocolitis, estomatitis, gastroenteritis, gingivitis y para heridas.

## Taxonomía
Geranium mexicanum fue descrita por Carl Sigismund Kunth y publicado en Nova Genera et Species Plantarum (quarto ed.) 5: 230. 1821[1822].
Etimología
Geranium: nombre genérico que deriva del griego:  geranion, que significa "grulla", aludiendo a la apariencia del fruto, que recuerda al pico de esta ave.
mexicanum: epíteto geográfico que alude a localización en México.
Sinonimia
- Geranium resimum Small
- Geranium temascaltepecense R.Knuth[4]